# 14623 Камоун
14623 Камоун (14623 Kamoun) — астероїд головного поясу, відкритий 17 жовтня 1998 року.
Тіссеранів параметр щодо Юпітера — 3,550.